# T-Mobile
T-Mobile (voluit: Telekom-Mobile) is een merknaam van het Duitse Deutsche Telekom AG. De merknaam is internationaal bekend van verschillende telecommunicatienetwerken. Zo was Deutsche Telekom ook in Nederland op zowel de vaste als mobiele telefoniemarkt actief onder de naam T-Mobile Nederland, het tegenwoordige Odido. In andere landen voert Deutsche Telekom de merknaam T-Mobile, zoals dat ook in Nederland het geval was tot en met 4 september 2023. De bekendste en veruit de grootste markt waar T-Mobile als merknaam bekend is, is de Verenigde Staten.  Daarnaast is T-Mobile als merknaam bekend in Tsjechië en Polen. In verreweg de meeste landen waar Deutsche Telekom actief is hanteert het andere namen. Echter is de bekende magenta gekleurde hoofdletter 'T' altijd in het logo te vinden.
De naam werd eerder ook gebruikt voor andere dochterondernemingen van Deutsche Telekom in andere landen, onderanderen Oostenrijk (nu Magenta Telekom), Kroatië (nu Hrvatski Telekom), Duitsland (nu Deutsche Telekom), Hongarije (nu Magyar Telekom), Montenegro (nu Crnogorski Telekom, Noord-Macedonië (nu Makedonski Telekom), Slowakije (nu Slovak Telekom) en het Verenigd Koninkrijk (nu EE Limited).
In 1999 werd T-Mobile International AG opgericht. Deze dochteronderneming van Deutsche Telekom omsloot alle mobiele telecommunicatie-activiteiten. In 2009 veranderde Deutsche Telekom zijn bedrijfsstructuur om een regionalere opzet aan te kunnen nemen (Duitsland, Europa, VS). Door de voorheen gescheiden vaste en mobiele dochterondernemingen te combineren tot een geïntegreerd lokale bedrijven, werd T-Mobile International  samengevoegd tot Deutsche Telekom AG.
Toen T-Mobile International AG nog bestond, was de moedermaatschappij (Deutsche Telekom) gevestigd in het Duitse Bonn. De verschillende dochterondernemingen exploiteerden GSM-, UMTS- en LTE-gebaseerde mobiele netwerken in Europa, de Verenigde Staten, Puerto Rico en de Amerikaanse Maagdeneilanden. Het bedrijf had financiële belangen in mobiele netwerken in zowel Centraal- als Oost-Europa. Wereldwijd hadden de dochterondernemingen van T-Mobile International in totaal ongeveer 230 miljoen abonnees. Het was 's werelds dertiende grootste aanbieder van mobiele telefonie, en de vierde grootste telecommultinational na Vodafone in het Verenigd Koninkrijk, Bharti Airtel in India en Telefónica in Spanje.

## Geschiedenis

Logo van Deutsche Bundespost Telekom met posthoorn voor de privatisering

De eerste mobiele communicatiediensten van Duitsland waren radio-telefoonsystemen die eigendom waren van en beheerd werden door het staatsbedrijf, Deutsche Bundespost. Het lanceerde de  eerste generatie  C-Netz ("C Network", op de markt gebracht als C-Tel), Duitslands eerste echte (analoge) mobiele telefoonnetwerk in 1985.
Op 1 juli 1989 reorganiseerde West-Duitsland de Deutsche Bundespost en bracht alle telecommunicatie onder bij Deutsche Bundespost Telekom. Op 1 juli 1992 begon het met de exploitatie van het eerste Duitse GSM-netwerk, samen met C-Netz, als dochteronderneming van DeTeMobil. De GSM 900MHz-frequentieband werd aangeduid als het "D-Netz", en Telekom noemde zijn dienst D1; het particuliere consortium dat de tweede licentie verkreeg (nu Vodafone Duitsland) koos de naam D2. Als onderdeel van fase twee van de Duitse communicatiehervorming werd de Deutsche Bundespost Telekom op 1 januari 1995 omgedoopt tot Deutsche Telekom AG. Dit proces van deregulering zette zich voort in november 1996, toen DT werd geprivatiseerd en destijds de grootste Europese beursgang had, met de standaardafkorting 'DT 1'.
In 1999 werd de moedermaatschappij T-Mobile International AG & Co. KG opgericht (later omgedoopt tot T-Mobile International AG). In 2002, toen Deutsche Telekom zijn internationale activiteiten samenvoegde, veranderde het de naam T-Mobil in T-Mobile International AG.
Op 5 juli 2005 heeft Deutsche Telekom zijn structuur opnieuw getransformeerd en een regionale opzet aangenomen (Duitsland, Europa, VS). Waar mogelijk, werden de lokale mobiele bedrijven gecombineerd met de lokale telefoonbedrijven om een geïntegreerde bedrijfsaanpak te volgen. In 2009 ging T-Mobile International AG op in Deutsche Telekom AG.

## Activiteiten Deutsche Telekom per land

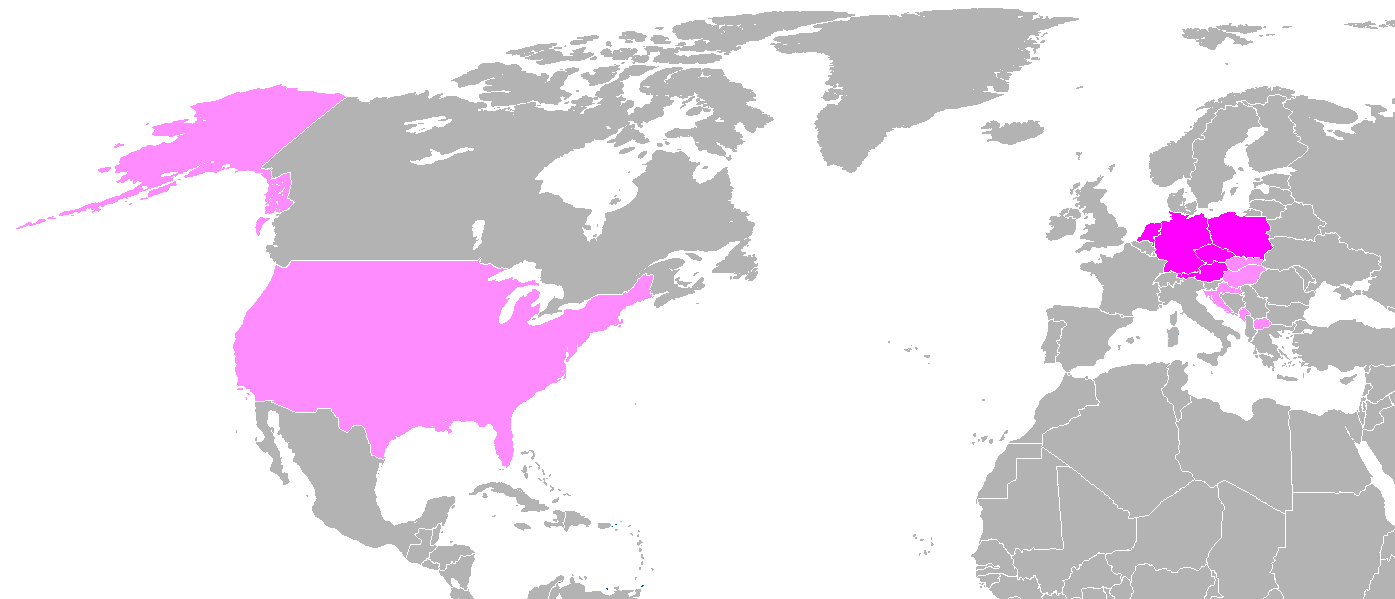
Eigendomsbelang van Deutsche Telekom AG
100% belang
>50% belang

| Land                  | Operator | Aantal klanten (in miljoenen) |
| --------------------- | --- | ----------------------------- |
| Oostenrijk            | Magenta Telekom                                                                                                 | 005,067                       |
| Bosnië en Herzegovina | HT Eronet (JP Hrvatske telekomunikacije d.d. Mostar) (39,10% van de aandelen in het bezit van Hrvatski Telekom) | 000,4                         |
| Kroatië               | Hrvatski Telekom (51,71%)                                                                                       | 002,273                       |
| Tsjechië              | T-Mobile Czech Republic                                                                                         | 006,205                       |
| Duitsland             | Telekom Deutschland GmbH                                                                                        | 050,272                       |
| Griekenland           | Cosmote (Cosmote Mobile Telecommunications S.A.) 100,00% (shares held by OTE)                                   | 006,935                       |
| Hongarije             | Magyar Telekom Nyrt. (60,49%)                                                                                   | 005,503                       |
| Montenegro            | Crnogorski Telekom A.D. (76,53% shares held by Hrvatski Telekom                                                 | 000,3                         |
| Noord Macedonië       | Makedonski Telekom AD (59,21% van de aandelen in het bezit van Magyar Telekom                                   | 001,2                         |
| Polen                 | T-Mobile Polska                                                                                                 | 011,290                       |
| Roemenië              | Telekom Romania Mobile (99,99% van de aandelen gehouden door OTE                                                | 003,539                       |
| Slowakijë             | Slovak Telekom                                                                                                  | 002,479                       |
| Verenigde Staten      | T-Mobile US | 104,789                       |